# Пить электричество
| Оценки критиков    | Оценки критиков |
| Источник           | Оценка          |
| ------------------ | --------------- |
| Музыкальная газета | ссылка          |

«Пить электричество» — десятый студийный альбом, российской рок-группы «Пикник», выпущенный в 1998 году лейблом Аура.

## Композиция и стиль
«Пить электричество» отличается от предыдущих и последующих работ группы своей экспериментальностью. Альбом состоит из 9 композиций (пять из которых инструментальные), выполненных в стиле электронной и индустриальной музыки. Альбом был записан на компьютере с использованием разных психоакустических эффектов и естественных шумов. Также на нём сильно выражена монотонность, мрачная и минорная атмосфера, с замедленным и/или среднетемповым ритмом. В числе прочих вокал Эдмунда Мечиславовича был намеренно искажён до неузнаваемости с целью придать более «синтезаторный голос».
Позже Эдмунд Мечиславович скажет, что данный альбом не является номерным в дискографии группы: 

«Пить электричество» в официальную дискографию «Пикника» не входит. У меня давно была идея записать не обычный диск группы и даже не собственную сольную работу, а некий проект, в духе электрического театра.
 Чтобы показать отличие альбома от других работ «Пикника», на обложке была сделана приписка: «Пикник и группа „Секта МО“». Со слов Эдмунда Мечиславовича: «„Секта МО“ — это магические объекты. Это люди, которые не имеют прямого отношения к данной музыке. Но их голоса были записаны, семплированы и потом использованы». В действительности никакой группы под названием «Секта МО» не существовало — под этим таинственным словосочетанием были спрятаны все причастные к записи: как стационарные музыканты «Пикника», так и пришлые граждане, в числе коих оказались и малолетние дети Эдмунда Мечиславовича, Станислав и Алина.

## Концепция и темы

«Рождение Венеры» Боттичелли.

Песни отличаются краткими и необычными текстами. Лирика группы и раннее содержала мистические и сюрреалистические образы и метафоры. Однако на «Пить электричество» тексты песен весьма необычны даже по меркам группы. Все композиции, имеющие тексты, пронизаны интригующими и сюрреалистическими образами, в ряде которых угадываются отсылки к мировой культуре. Темой, так или иначе проходящей практически через все композиции альбома, является алхимия. Огромное количество аллюзий и образов в названиях и текстах завязано именно на терминологии этого средневекового знания. 

### Песни
Так, название открывающей композиции, «Venerium rerum omnium», переводится с латыни как «Любовь правит миром» (взято из «О пророчествах» Цицерона). Этой фразой средневековые алхимики обозначали ртуть. 
Другая полуинструментальная композиция, предпоследняя в альбоме, «Uroboros», имеет в своей основе один из древнейших символов, используемых человечеством — Уроборос. В алхимии — это олицетворение вечного возвращения в циклической форме или вечности вообще. Змея играет роль символа циклически протекающих процессов (испарение, конденсация, испарение — в многократном повторении). 
В песне «Купорос-Е», предполагается, был воспет т. н. железный купорос, исходя из текста песни («От размягчения мозга — купорос-Е, / Пускай Зелёный скрасит житие твоё»). Железный купорос имеет ярко-зелёный оттенок. 
Текст песни «Афродита из пены и щёлочи» — это прямая отсылка к греческому мифу о богине Афродите (у римлян — Венера), которая родилась из морской пены. Щёлочь в воде шипит и образует пену. Поэтому речь в песне, скорее всего, идёт о неком алхимическом рождении Афродиты («Появлюсь из пены и щёлочи, / Прячусь в бархат холодного синего мха…»).
Полуинструментальная «U (напряжение не кончается)» содержит также и отсылку к науке (сам Шклярский имеет высшее образование по специальности «электрическая часть атомных станций и установок»). Буквой «U» в физике обозначается напряжение. 
Название альбома, как и титульная композиция, возможно, является отсылкой на название британской пост-панк-группы Drinking Electricity (название альбома является буквально переводом названия группы).

## Список композиций
| №  | Название                                         | Длительность |
| -- | ------------------------------------------------ | ------------ |
| 1. | «Venenum rerum omnium (инструментал)»            | 5:11         |
| 2. | «Пить электричество»                             | 4:06         |
| 3. | «U (напряжение не кончается) (инструментал)»     | 4:00         |
| 4. | «Афродита из пены и щёлочи»                      | 4:30         |
| 5. | «Купорос-Е»                                      | 4:22         |
| 6. | «Будь навсегда»                                  | 9:36         |
| 7. | «Три истории: I. Разговор глухих (инструментал)» | 1:07         |
| 8. | «Три истории: II. Uroboros (инструментал)»       | 6:03         |
| 9. | «Три истории: III. Чужие племена (инструментал)» | 2:03         |

## Участники записи
- Эдмунд Шклярский — музыка и слова, вокализ, электрогитара.
- Сергей Воронин — клавишные, программирование, сэмплы
- Леонид Кирнос — барабаны
- Виктор Евсеев — бас-гитара